# Kositrov(II) oksid
Kositrov(II) oksid, kositrov monoksid ali stano oksid je kositrova anorganska spojina s formulo SnO. Spojina ima dve obliki: stabilno modro-črno in metastabilno rdečo obliko.

## Priprava
Modro-črni SnO se lahko pripravi s segrevanjem kositrovega(II) oksid hidrata SnO.xH2O (x<1), ki nastane v reakciji kositrovih(II) soli z alkalijami, na primer NaOH:
{\displaystyle ~{\mathsf {Sn(OH)_{2}{\xrightarrow {100^{o}C,N_{2}}}SnO+H_{2}O}}}
Metastabilni rdeči SnO se lahko pripravi z blagim segrevanjem precipitata, ki nastane z delovanjem raztopine amonijaka na kositrove(II) soli.
SnO nastane tudi z redukcijo kositrovega dioksida s kositrom:
{\displaystyle ~{\mathsf {SnO_{2}+Sn{\xrightarrow {1000^{o}C}}2SnO}}}
in v reakciji kositrovega(II) klorida z natrijevim karbonatom

{\displaystyle ~{\mathsf {SnCl_{2}+Na_{2}CO_{3}{\xrightarrow {900^{o}C,N_{2}}}SnO+2NaCl+CO_{2}}}}
Čisti SnO se v laboratoriju lahko pripravi z nadzorovanim segrevanjem kositrovega(II) oksalata brez prisotnosti zraka v atmosferi CO2. Metoda je uporabna tudi za pripravo železovega(II) oksida in manganovega(II) oksida:
{\displaystyle ~{\mathsf {SnC_{2}O_{4}{\xrightarrow {100^{o}C,N_{2}}}SnO+CO_{2}+CO}}}

## Kemijske lastnosti
Kositrov(II) oksid na zraku gori s temno zelenim plamenom in preide v kositrov dioksid (SnO2):
{\displaystyle ~{\mathsf {2SnO+O_{2}{\xrightarrow {>220^{o}C}}2SnO_{2}}}}
Pri segrevanju v inertni atmosferi najprej disproporcionira v kovinski Sn in Sn3O4, ki pri nadaljnjem segrevanju razpade v SnO2 in Sn:
{\displaystyle ~{\mathsf {4SnO\longrightarrow Sn_{3}O_{4}+Sn}}}
{\displaystyle ~{\mathsf {Sn_{3}O_{4}\longrightarrow 2SnO_{2}+Sn}}}
SnO je amfoteren. Z raztapljanjem v močnih kislinah nastanejo kositrove(II) soli
{\displaystyle ~{\mathsf {SnO+H_{2}SO_{4}\longrightarrow {}SnSO_{4}+H_{2}O}}}
{\displaystyle ~{\mathsf {SnO+3HCl\longrightarrow H[SnCl_{3}]+H_{2}O}}}
V zelo kislih raztopinah nastanejo tudi ionski kompleksi Sn(OH2)2+
3 in Sn(OH)(OH2)+
2, v manj kislih raztopinah pa Sn3(OH)2+
4.
Z raztapljanjem v močnih bazah nastanejo staniti
{\displaystyle ~{\mathsf {SnO+NaOH+H_{2}O{\stackrel {20^{o}C}{\rightleftarrows }}Na[Sn(OH)_{3}]}}}
{\displaystyle ~{\mathsf {SnO+2NaOH{\xrightarrow {400^{o}C}}Na_{2}SnO_{2}+H_{2}O}}}
ki vsebujejo ion Sn(OH)−
3.  Obstojni so tudi nekateri brezvodni staniti, na primer K2Sn2O3 in K2SnO2.
Z vodikom se reducira v elementarni kositer:
{\displaystyle ~{\mathsf {2SnO+H_{2}{\xrightarrow {>?^{o}C}}2Sn+H_{2}O}}}
Redukcijske lastnosti SnO so pomembne na primer za  proizvodnjo tako imenovanega »bakreno rubinastega stekla«.

## Struktura
V strokovni literaturi so opisane tri modifikacije kositrovega  oksida SnO.
- Najbolj znan modro črni tetragonalni SnO, ki kristalizira enako kot α-PbO (prostorska skupina P 4/nmm). Grobi kristali so modro črni in pri drobljenju porjavijo. Naravni α-SnO je redek mineral romarhit.[9][10]
- Pri normalnem tlaku je do temperature 270  °C obstojen metastabilni rdeči ortorombski SnO (prostorska skupina  P bcn), ki pod pritiskom ali v stiku z SnO preide v obliko α-PbO.
- Druga rdeča modifikacija ima neznano kristalno strukturo.

Nekatere oblike SnO so tudi nestehiometrične.

## Uporaba
Večina kositrovega(II) oksida se predela, večino v kositrove trivalentne spojine in soli. Nekaj se ga porabi za barvanje stekla v rubinasto barvo, nekaj pa kot katalizator v esterifikacijah.
Keramika, ki vsebuje cerov(III) oksid in dodatek kositrovega(II) oksida, se uporablja za osvetlljevanje z UV svetlobo, ker absorbira svetlobo z valovno dolžino 320 nm in emitira svetlobo z valovno dolžino 412 nm.